# Tour de Colombie 2001
Le Tour de Colombie 2001, qui se déroule du 17 juin au 2 juillet 2001, est une épreuve cycliste remportée par le Colombien Hernán Buenahora. Cette course est composée d'un prologue et de quinze étapes.

## Classement général
| Classement final | Classement final   | Classement final | Classement final                  | Classement final    |
|                  | Coureur            | Pays             | Équipe                            | Temps               |
| ---------------- | ------------------ | ---------------- | --------------------------------- | ------------------- |
| 1er              | Hernán Buenahora   | Colombie         | Selle Italia-Pacific-Baterías MAC | en 46 h 51 min 29 s |
| 2e               | Juan Diego Ramírez | Colombie         | 05-Orbitel A                      | + 4 min 42 s        |
| 3e               | Jairo Hernández    | Colombie         | 05-Orbitel A                      | + 6 min 55 s        |
| modifier         |                    |                  |                                   |                     |